# Jan Stejskal
Jan Stejskal (* 15. ledna 1962 Brno) je bývalý český fotbalový brankář, reprezentant a člen Klubu ligových brankářů. Po skončení hráčské kariéry se stal trenérem brankářů a vstoupil do místní politiky. V letech 2014–2022 byl starostou Jevan.

## Klubová kariéra
Svou kariéru začal v dresu Zbrojovky Brno, se kterou vyhrál 2 tituly dorosteneckého mistra Československa (1978/79 a 1979/80). V prvoligovém kádru byl už v sezoně 1980/81 jako třetí brankář za Josefem Hronem a Eduardem Doškem. Dále nastupoval za Spartu Praha, Slavii Praha, Queens Park Rangers a Viktorii Žižkov. V Anglii si vysloužil přezdívku Jan "Stay Cool" Stejskal, která kromě podoby s výslovností jeho jména odkazovala k jeho klidu i ve vypjatých chvílích zápasu, včetně odrazů balonu od brankové konstrukce. Jeho technikou bylo nechytání takových střel, jelikož měl vždy dobrý přehled o prostoru a rozměrech branky.
Odchytal 164 zápasů s čistým kontem, což jej v klubu ligových brankářů zařadilo na třetí místo za Petrem Čechem a Jaromírem Blažkem. V sezoně 1986/87 vyrovnal rekord Alexandra Vencela staršího v počtu čistých kont vychytaných brankářem v jednom ročníku od rozšíření nejvyšší soutěže na 16 účastníků v ročníku 1969/70. Rekordem české fotbalové ligy je 17 nul Petra Čecha v sezoně 2001/02 (platné před začátkem ročníku 2017/18).

### Ligová bilance
| Ročník               | Zápasy | Góly | Minuty | Nuly | Klub                   |
| -------------------- | ------ | ---- | ------ | ---- | ---------------------- |
| I. liga 1982/83      | 22     | 0    | 1 957  | 7    | TJ Rudá hvězda Cheb    |
| II. liga 1983/84     | 15     | 0    | 1 350  | 9    | TJ Zbrojovka Brno      |
| I. liga 1983/84      | 14     | 0    | 1 260  | 6    | TJ Sparta ČKD Praha    |
| I. liga 1984/85      | 22     | 0    | 1 980  | 11   | TJ Sparta ČKD Praha    |
| I. liga 1985/86      | 29     | 0    | 2 610  | 11   | TJ Sparta ČKD Praha    |
| I. liga 1986/87      | 30     | 0    | 2 700  | 19   | TJ Sparta ČKD Praha    |
| I. liga 1987/88      | 29     | 0    | 2 610  | 13   | TJ Sparta ČKD Praha    |
| I. liga 1988/89      | 29     | 0    | 2 610  | 9    | TJ Sparta ČKD Praha    |
| I. liga 1989/90      | 30     | 0    | 2 700  | 14   | TJ Sparta ČKD Praha    |
| I. liga 1990/91      | 7      | 0    | 630    | 2    | TJ Sparta Praha        |
| I. liga 1990/91      | 26     | 0    | 2 340  | 6    | Queens Park Rangers FC |
| I. liga 1991/92      | 41     | 0    | 3 690  | 14   | Queens Park Rangers FC |
| I. liga 1992/93      | 15     | 0    | 1 332  | 3    | Queens Park Rangers FC |
| I. liga 1993/94      | 26     | 0    | 2 340  | 8    | Queens Park Rangers FC |
| I. liga 1994/95      | 30     | 0    | 2 700  | 14   | SK Slavia Praha        |
| I. liga 1995/96      | 23     | 0    | 2 024  | 9    | SK Slavia Praha        |
| I. liga 1996/97      | 23     | 0    | 2 057  | 6    | SK Slavia Praha        |
| I. liga 1997/98      | 24     | 0    | 2 160  | 12   | SK Slavia Praha        |
| I. liga 1998/99      | 4      | 0    | 360    | 1    | SK Slavia Praha        |
| I. liga 1998/99      | 4      | 0    | 337    | 0    | FK Viktoria Žižkov     |
| CELKEM I. ČS. LIGA   | 212    | 0    | 19 057 | 92   |                        |
| CELKEM I. ANGL. LIGA | 108    | 0    | 9 702  | 31   |                        |
| CELKEM I. LIGA ČR    | 108    | 0    | 9 638  | 42   |                        |
| CELKEM II. LIGA      | 15     | 0    | 1 350  | 9    |                        |

## Reprezentační kariéra
První zápas v české reprezentaci odehrál 29. května 1986 (Island – ČSSR 1:2). V letech 1986–1994 nastupoval za československou a českou fotbalovou reprezentaci. V národním týmu odehrál 31 utkání (29 za Československo a 2 za samostatnou ČR) a zúčastnil se Mistrovství světa 1990 v Itálii.

## Trenérská kariéra
Působil jako trenér brankářů ve Spartě Praha i u českého národního týmu. V roce 2012 se stal trenérem brankářů u týmu FK Baumit Jablonec. Zůstal jím i po výměně trenérů v květnu 2013, kdy odvolaného Václava Kotala nahradil Roman Skuhravý. V prosinci 2015 ho na pozici vystřídal Michal Špit. Nyní je trenérem seniorské reprezentace.